# ألكسندر بيس
ألكسندر بيس (بالفرنسية: Alexandre Bès)‏ (10 أكتوبر 1967 - 31 مايو 1997 في فرانكونفيل) لاعب كرة قدم فرنسي ذو أصول كاميرونية راحل كان يجيد اللعب في خط الدفاع .

## المسيرة الرياضية
بدأ بيس مسيرته الرياضية في نادي فيليورباني ثم انتقل إلى نادي ليون حيث شارك في 55 مباراة ما بين 1989 و1994 . ثم انتقل إلى نادي كان ثم إلى نادي روين .
في 31 مايو 1997 بينما كان يحمل شارة قيادة نادي روين تعرض إلى أزمة قلبية مفاجئة على أرضية الملعب أوقعته أرضا وتوفي على الفور .

## روابط خارجية
- ألكسندر بيس على موقع قاعدة بيانات كرة القدم.إي يو (الإنجليزية)